# 38e cérémonie des César
La 38e cérémonie des César du cinéma, organisée par l'Académie des arts et techniques du cinéma, s'est déroulée le 22 février 2013 au théâtre du Châtelet à Paris, et a récompensé les films sortis en 2012. La cérémonie a été présentée par Antoine de Caunes, et présidée par Jamel Debbouze.
Les nominations ont été annoncées le 25 janvier 2013.

## Présentateurs et intervenants
Par ordre d'apparition.

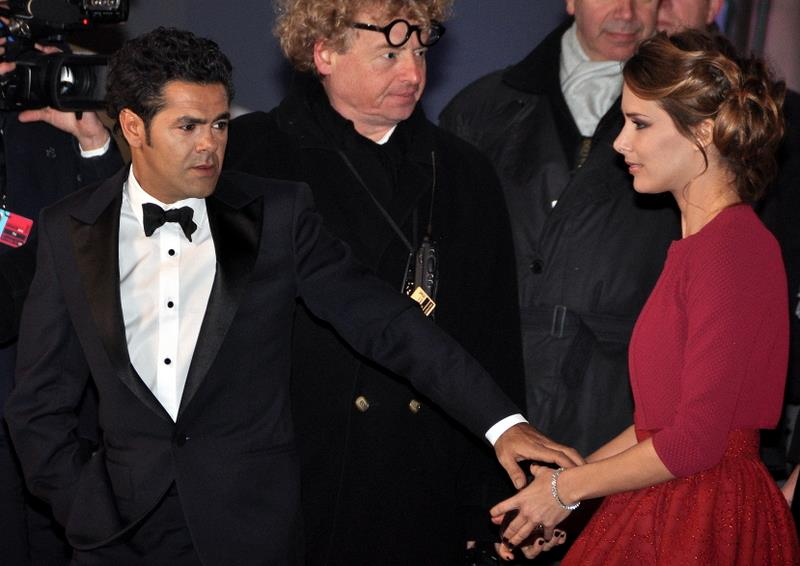
Jamel Debbouze et son épouse Mélissa Theuriau lors de la cérémonie.

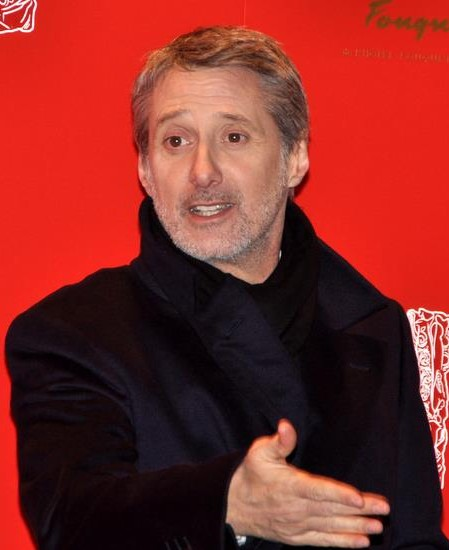
Antoine de Caunes au Fouquet's le soir de la cérémonie.

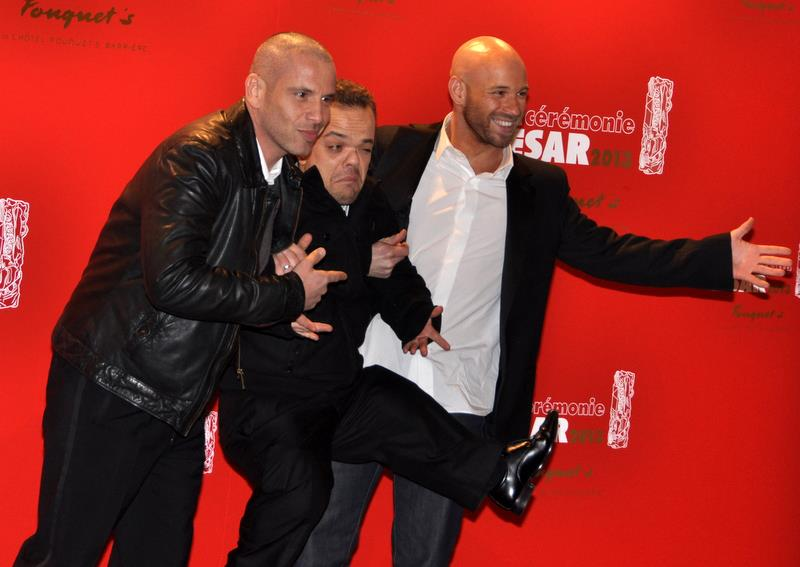
Medi Sadoun, Jib Pocthier et Franck Gastambide, les acteurs du film Les Kaïra.

- Jamel Debbouze, président de la cérémonie
- Antoine de Caunes, maître de cérémonie
- Lambert Wilson, pour la remise du César du meilleur espoir féminin
- Ludivine Sagnier, pour la remise du César du meilleur premier film
- Isabelle Carré, pour la remise du César du meilleur acteur dans un second rôle
- Manu Payet, pour la remise du César du meilleur film d'animation
- Céline Sallette, pour la remise du César de la meilleure adaptation
- Marina Foïs, pour la remise du César du meilleur espoir masculin
- Franck Gastambide, pour la remise du César de la meilleure photographie
- Franck Gastambide, Medi Sadoun et Jib Pocthier, pour la remise du César du meilleur son
- Olga Kurylenko, pour la remise du César du meilleur film étranger
- Émilie Simon et Thomas Dutronc, pour la remise du César de la meilleure musique
- Laurent Lafitte, pour la remise du César du meilleur scénario original
- Virginie Ledoyen et JoeyStarr, pour la remise du César de la meilleure actrice dans un second rôle
- Guilaine Londez, pour la remise du César du meilleur film documentaire
- Audrey Lamy, pour la remise du César des meilleurs décors et du César du meilleur montage
- Michel Hazanavicius, pour la remise du César d'honneur
- François Damiens, pour la remise du César des meilleurs costumes
- Aïssa Maïga, pour la remise du César du meilleur court métrage
- Charlotte Gainsbourg, pour la remise du César du meilleur réalisateur
- Omar Sy, pour la remise du César de la meilleure actrice
- Bérénice Bejo, pour la remise du César du meilleur acteur
- Jamel Debbouze, pour la remise du César du meilleur film

## Palmarès

### Meilleur film
- Amour de Michael Haneke, produit par Margaret Menegoz
  - Les Adieux à la reine de Benoît Jacquot, produit par Jean-Pierre Guérin, Kristina Larsen
  - Camille redouble de Noémie Lvovsky, produit par Jean-Louis Livi, Philippe Carcassonne
  - Dans la maison de François Ozon, produit par Éric Altmayer, Nicolas Altmayer
  - De rouille et d'os de Jacques Audiard, produit par Pascal Caucheteux, Grégoire Sorlat
  - Holy Motors de Léos Carax, produit par Martine Marignac, Maurice Tinchant
  - Le Prénom de Matthieu Delaporte et Alexandre de la Patellière, produit par Dimitri Rassam, Jérôme Seydoux

### Meilleur réalisateur
- Michael Haneke pour Amour
  - Benoît Jacquot pour Les Adieux à la reine
  - Noémie Lvovsky pour Camille redouble
  - François Ozon pour Dans la maison
  - Jacques Audiard pour De rouille et d'os
  - Léos Carax pour Holy Motors
  - Stéphane Brizé pour Quelques heures de printemps

### Meilleur acteur
- Jean-Louis Trintignant pour le rôle de Georges dans Amour
  - Jean-Pierre Bacri pour le rôle de Damien Hauer dans Cherchez Hortense
  - Patrick Bruel pour le rôle de Vincent Larchet dans Le Prénom
  - Denis Lavant pour le rôle de Monsieur Oscar dans Holy Motors
  - Vincent Lindon pour le rôle d'Alain Evrard dans Quelques heures de printemps
  - Fabrice Luchini pour le rôle de Germain Germain dans Dans la maison
  - Jérémie Renier pour le rôle de Claude François dans Cloclo

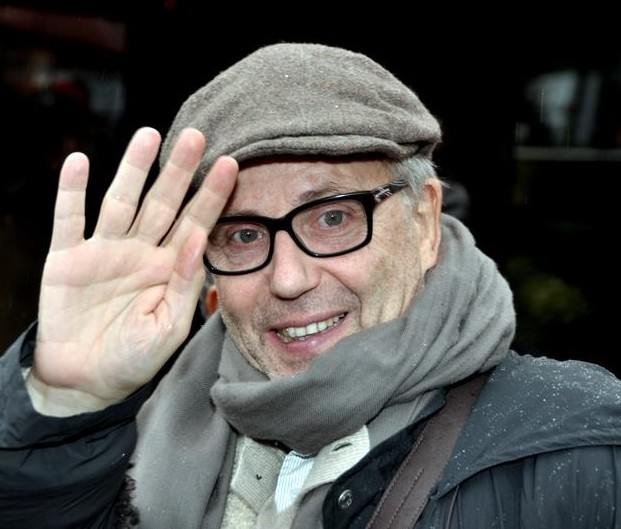
Fabrice Luchini au déjeuner des nommés.

### Meilleure actrice

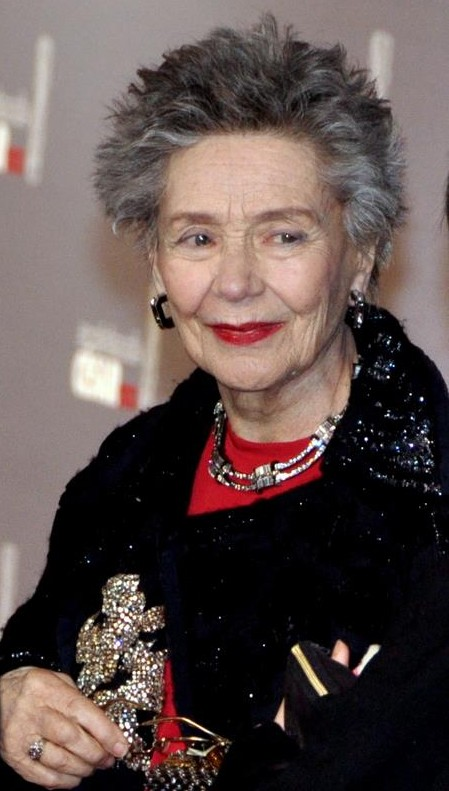
Emmanuelle Riva remporte le César de la meilleure actrice.

- Emmanuelle Riva pour le rôle d'Anne dans Amour
  - Marion Cotillard pour le rôle de Stéphanie dans De rouille et d'os
  - Catherine Frot pour le rôle d'Hortense Laborie dans Les Saveurs du palais
  - Noémie Lvovsky pour le rôle de Camille dans Camille redouble
  - Corinne Masiero pour le rôle de Louise Wimmer dans Louise Wimmer
  - Léa Seydoux pour le rôle de Sidonie Laborde dans Les Adieux à la reine
  - Hélène Vincent pour le rôle d'Yvette Evrard dans Quelques heures de printemps

### Meilleur acteur dans un second rôle

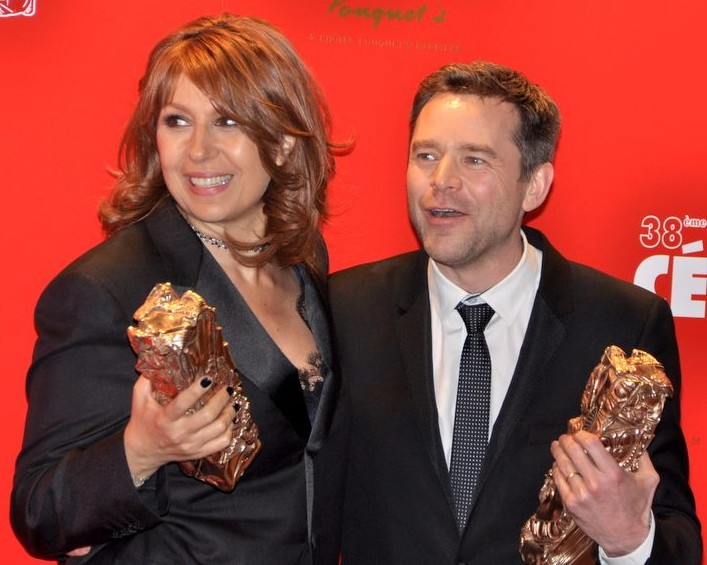
Valérie Benguigui et Guillaume de Tonquédec, respectivement César de la meilleure actrice dans un second rôle et César du meilleur acteur dans un second rôle.

- Guillaume de Tonquédec pour le rôle de Claude dans Le Prénom
  - Samir Guesmi pour le rôle d'Eric dans Camille redouble
  - Benoît Magimel pour le rôle de Paul Lederman dans Cloclo
  - Claude Rich pour le rôle de Sébastien Hauer dans Cherchez Hortense
  - Michel Vuillermoz pour le rôle du père de Camille dans Camille redouble

### Meilleure actrice dans un second rôle
- Valérie Benguigui pour le rôle d'Elisabeth dans Le Prénom
  - Judith Chemla pour le rôle de Josépha dans Camille redouble
  - Isabelle Huppert pour le rôle d'Eva dans Amour
  - Yolande Moreau pour le rôle de la mère de Camille dans Camille redouble
  - Edith Scob pour le rôle de Céline dans Holy Motors

### Meilleur espoir masculin

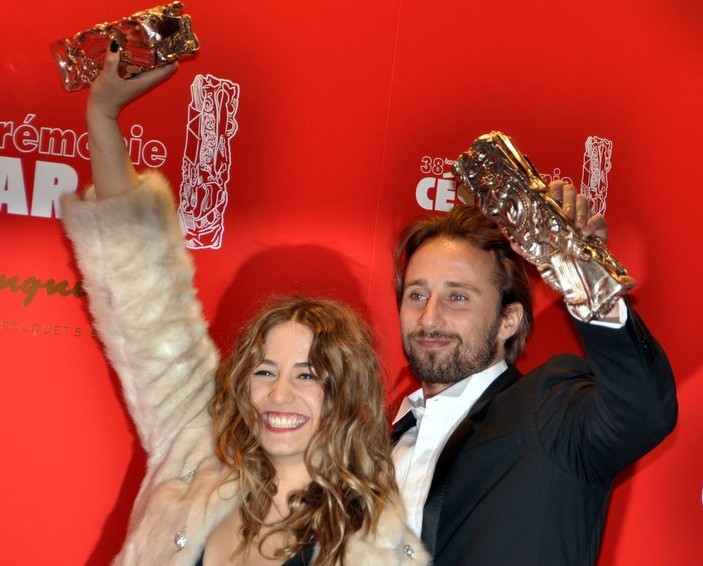
Izïa Higelin et Matthias Schoenaerts, respectivement César du meilleur espoir féminin et César du meilleur espoir masculin.

- Matthias Schoenaerts pour le rôle d'Ali dans De rouille et d'os
  - Félix Moati pour le rôle de Victor dans Télé Gaucho
  - Kacey Mottet Klein pour le rôle de Simon dans L'Enfant d'en haut
  - Pierre Niney pour le rôle de Maxime dans Comme des frères
  - Ernst Umhauer pour le rôle de Claude Garcia dans Dans la maison

### Meilleur espoir féminin
- Izïa Higelin pour le rôle de Louise dans Mauvaise Fille
  - Alice de Lencquesaing pour le rôle de Camille dans Au galop
  - Lola Dewaere pour le rôle de Nina dans Mince alors !
  - Julia Faure pour le rôle de Louise dans Camille redouble
  - India Hair pour le rôle d'Alice dans Camille redouble

### Meilleur scénario original
- Amour – Michael Haneke
  - Adieu Berthe – Bruno Podalydès et Denis Podalydès
  - Camille redouble – Noémie Lvovsky, Florence Seyvos, Maud Ameline et Pierre-Olivier Mattei
  - Holy Motors – Léos Carax
  - Quelques heures de printemps – Florence Vignon et Stéphane Brizé

### Meilleure adaptation
- De rouille et d'os – Jacques Audiard et Thomas Bidegain, adapté du recueil de nouvelles Rust and Bone de Craig Davidson
  - 38 témoins – Lucas Belvaux, adapté du roman Est-ce ainsi que les femmes meurent ? de Didier Decoin
  - Les Adieux à la reine – Gilles Taurand et Benoît Jacquot, adapté du roman Les Adieux à la reine de Chantal Thomas
  - Dans la maison – François Ozon, adapté du roman Le Garçon du dernier rang de Juan Mayorga
  - Le Prénom – Matthieu Delaporte et Alexandre de la Patellière, adapté de la pièce Le Prénom de Matthieu Delaporte et Alexandre de la Patellière

### Meilleurs décors
- Les Adieux à la reine – Katia Wyszkop
  - Amour – Jean-Vincent Puzos
  - Cloclo – Philippe Chiffre
  - Holy Motors – Florian Sanson
  - Populaire – Sylvie Olivé

### Meilleurs costumes

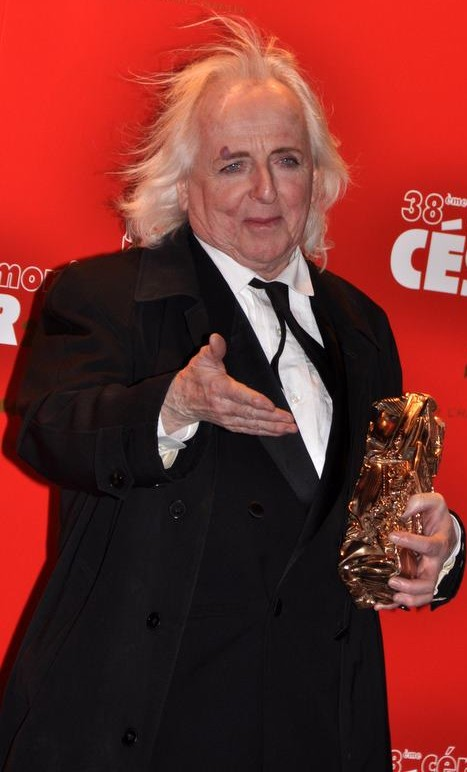
Christian Gasc, lauréat du César des meilleurs costumes.

- Les Adieux à la reine – Christian Gasc
  - Augustine – Pascaline Chavanne
  - Camille redouble – Madeline Fontaine
  - Cloclo – Mimi Lempicka
  - Populaire – Charlotte David

### Meilleure photographie
- Les Adieux à la reine – Romain Winding
  - Amour – Darius Khondji
  - De rouille et d'os – Stéphane Fontaine
  - Holy Motors – Caroline Champetier
  - Populaire – Guillaume Schiffman

### Meilleur montage
- De rouille et d'os – Juliette Welfling
  - Les Adieux à la reine – Luc Barnier
  - Amour – Monika Willi
  - Camille redouble – Annette Dutertre et Michel Klochendler
  - Holy Motors – Nelly Quettier

### Meilleur son
- Cloclo – Antoine Deflandre, Germain Boulay, Eric Tisserand
  - Les Adieux à la reine – Brigitte Taillandier, Francis Wargnier et Olivier Goinard
  - Amour – Guillaume Sciama, Nadine Muse, Jean-Pierre Laforce
  - De rouille et d'os – Brigitte Taillandier, Pascal Villard et Jean-Paul Hurier
  - Holy Motors – Erwan Kerzanet, Josefina Rodriguez, Emmanuel Croset

### Meilleure musique
- De rouille et d'os – Alexandre Desplat
  - Les Adieux à la reine – Bruno Coulais
  - Camille redouble – Gaëtan Roussel et Joseph Dahan
  - Dans la maison – Philippe Rombi
  - Populaire – Rob et Emmanuel d'Orlando

### Meilleur premier film
- Louise Wimmer de Cyril Mennegun
  - Augustine d'Alice Winocour
  - Comme des frères d'Hugo Gélin
  - Populaire de Régis Roinsard
  - Rengaine de Rachid Djaïdani

### Meilleur film d'animation
- Ernest et Célestine de Benjamin Renner, Vincent Patar et Stéphane Aubier
  - Edmond était un âne de Franck Dion
  - Kirikou et les hommes et les femmes de Michel Ocelot
  - Oh Willy de Emma de Swaef et Marc Roels
  - Zarafa de Rémi Bezançon et Jean-Christophe Lie

### Meilleur film documentaire
- Les Invisibles de Sébastien Lifshitz
  - Bovines ou la vraie vie des vaches d'Emmanuel Gras
  - Duch, le maître des forges de l'enfer de Rithy Panh
  - Journal de France de Claudine Nougaret et Raymond Depardon
  - Les Nouveaux Chiens de garde de Gilles Balbastre et Yannick Kergoat

### Meilleur film étranger
- Argo de Ben Affleck •  États-Unis
  - À perdre la raison de Joachim Lafosse •  Belgique
  - Bullhead (Rundskop) de Michaël R. Roskam •  Belgique
  - Laurence Anyways de Xavier Dolan •  Canada
  - Oslo, 31 août (Oslo, 31. august) de Joachim Trier •  Norvège
  - La Part des anges (The Angels' Share) de Ken Loach •  Royaume-Uni
  - Royal Affair (En kongelig affære) de Nikolaj Arcel •  Danemark,  Suède,  République tchèque

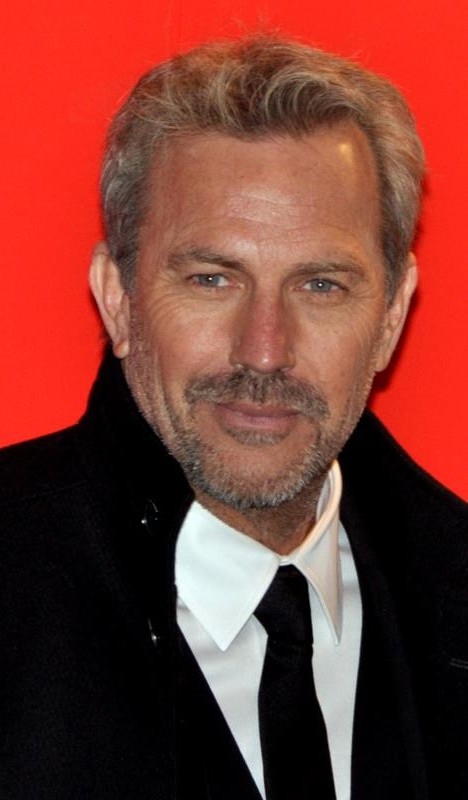
Kevin Costner reçoit un César d'honneur.

### Meilleur court-métrage
- Le Cri du homard de Nicolas Guiot
  - Ce n'est pas un film de cow-boys de Benjamin Parent
  - Ce qu'il restera de nous de Vincent Macaigne
  - Les Meutes de Manuel Schapira
  - La Vie parisienne de Vincent Dietschy

### César d'honneur
- Kevin Costner pour l'ensemble de sa carrière.

## Statistiques

### Nominations multiples
13 : Camille redouble
10 : Les Adieux à la reine et Amour
9 : Holy Motors et De rouille et d'os
6 : Dans la maison
5 : Le Prénom, Populaire et Cloclo
4 : Quelques heures de printemps
2 : Comme des frères, Louise Wimmer, Augustine et Cherchez Hortense

### Récompenses multiples
5 : Amour
4 : De rouille et d'os
3 : Les Adieux à la reine
2 : Le Prénom

### Les grands perdants
0 / 13 : Camille redouble
0 / 9 : Holy Motors
0 / 6 : Dans la maison

## Audiences
| Jour et horaire de diffusion           | Téléspectateurs | Parts de marché sur les 4 ans et plus | Classement de la chaîne lors de la soirée | Référence |
| -------------------------------------- | --------------- | ------------------------------------- | ----------------------------------------- | --------- |
| Vendredi 22 février 2013 (20:50-00:00) | 2 584 000       | 12,5 %                                | 4e                                        | [ 2 ]     |